# Біладаканс
Біладака́нс (кат. Viladecans, вимова літературною каталанською [biłədə'kans]) - муніципалітет, розташований в Автономній області Каталонія, в Іспанії. Код муніципалітету за номенклатурою Інституту статистики Каталонії - 83015. Знаходиться у районі (кумарці) Баш-Любрагат (коди району - 11 та BT) провінції Барселона, згідно з новою адміністративною реформою перебуватиме у складі баґарії (округи) Барселона. За кількістю населення у 2007 р. місто займало 19 місце серед муніципалітетів Каталонії.

## Назва муніципалітету
Назва муніципалітету походить від кат. vila de cans.

## Населення
Населення міста (у 2007 р.) становить 61.718 осіб (з них менше 14 років - 16,5%, від 15 до 64 - 71,8%, понад 65 років - 11,7%). У 2006 р. народжуваність склала 897 осіб, смертність - 319 осіб, зареєстровано 333 шлюби. У 2001 р. активне населення становило 29.902 особи, з них безробітних - 3.303 особи.

Серед осіб, які проживали на території міста у 2001 р., 34.617 народилися в Каталонії (з них 12.697 осіб у тому самому районі, або кумарці), 20.022 особи приїхали з інших областей Іспанії, а 2.202 особи приїхали з-за кордону. 

Вищу освіту має 7,4% усього населення. 

У 2001 р. нараховувалося 19.366 домогосподарств (з них 12,8% складалися з однієї особи, 27,8% з двох осіб,26,5% з 3 осіб, 23,9% з 4 осіб, 6,4% з 5 осіб, 1,7% з 6 осіб, 0,5% з 7 осіб, 0,2% з 8 осіб і 0,2% з 9 і більше осіб).

Активне населення міста у 2001 р. працювало у таких сферах діяльності : у сільському господарстві - 1%, у промисловості - 26,7%, на будівництві - 13,7% і у сфері обслуговування - 58,5%. 

 У муніципалітеті або у власному районі (кумарці) працює 14.608 осіб, поза районом - 18.556 осіб.

### Доходи населення
У 2002 р. доходи населення розподілялися таким чином :
| \| Доходи населення за статтями доходів \| Доходи населення за статтями доходів \| Доходи населення за статтями доходів \| \| Рік \| 2002 р. \| 2001 р. \| \| ------------------------------------ \| ------------------------------------ \| ------------------------------------ \| \| Заробітна платня \| 68% \| 70,4% \| \| Доходи від ведення бізнесу \| 17,3% \| 15,4% \| \| Соціальна допомога \| 14,7% \| 14,2% \| |         |         |
| Доходи населення за статтями доходів |         |         |
| Рік | 2002 р. | 2001 р. |
| Заробітна платня | 68%     | 70,4%   |
| Доходи від ведення бізнесу | 17,3%   | 15,4%   |
| Соціальна допомога | 14,7%   | 14,2%   |

### Безробіття
У 2007 р. нараховувалося 2.716 безробітних (у 2006 р. - 2.869 безробітних), з них чоловіки становили 38,5%, а жінки - 61,5%.

## Економіка
У 1996 р. валовий внутрішній продукт розподілявся по сферах діяльності таким чином :
| \| Валовий внутрішній продукт \| Валовий внутрішній продукт \| Валовий внутрішній продукт \| \| Рік \| 1996 р. \| 1991 р. \| \| -------------------------- \| -------------------------- \| -------------------------- \| \| Сільське господарство \| 1,2% \| 0% \| \| Промисловість \| 25,5% \| 0% \| \| Будівництво \| 10,2% \| 0% \| \| Послуги \| 63,2% \| 0% \| |         |         |
| Валовий внутрішній продукт |         |         |
| Рік | 1996 р. | 1991 р. |
| Сільське господарство | 1,2%    | 0%      |
| Промисловість | 25,5%   | 0%      |
| Будівництво | 10,2%   | 0%      |
| Послуги | 63,2%   | 0%      |

### Підприємства міста

#### Промислові підприємства
| \| Промислові підприємства міста, за сферою діяльності \| Промислові підприємства міста, за сферою діяльності \| Промислові підприємства міста, за сферою діяльності \| \| Рік \| 2002 р. \| 2001 р. \| \| --------------------------------------------------- \| --------------------------------------------------- \| --------------------------------------------------- \| \| Енергетичні та водні ресурси \| 0,8% \| 1,1% \| \| Хімія та метали \| 8% \| 8,8% \| \| Переробка металів \| 44,8% \| 46,2% \| \| Продукти харчування \| 5,5% \| 5,4% \| \| Текстиль \| 9,7% \| 10,8% \| \| Виробництво меблів, видання \| 21,8% \| 19,4% \| \| Інше \| 9,4% \| 8,3% \| \| Усього підприємств \| 362 \| 351 \| |         |         |
| Промислові підприємства міста, за сферою діяльності |         |         |
| Рік | 2002 р. | 2001 р. |
| Енергетичні та водні ресурси | 0,8%    | 1,1%    |
| Хімія та метали | 8%      | 8,8%    |
| Переробка металів | 44,8%   | 46,2%   |
| Продукти харчування | 5,5%    | 5,4%    |
| Текстиль | 9,7%    | 10,8%   |
| Виробництво меблів, видання | 21,8%   | 19,4%   |
| Інше | 9,4%    | 8,3%    |
| Усього підприємств | 362     | 351     |

#### Роздрібна торгівля
| \| Підприємства роздрібної торгівлі міста, за сферою діяльності \| Підприємства роздрібної торгівлі міста, за сферою діяльності \| Підприємства роздрібної торгівлі міста, за сферою діяльності \| \| Рік \| 2002 р. \| 2001 р. \| \| ------------------------------------------------------------ \| ------------------------------------------------------------ \| ------------------------------------------------------------ \| \| Продукти харчування \| 31,6% \| 32,3% \| \| Одяг та взуття \| 21% \| 20,4% \| \| Товари для дому \| 12,9% \| 12,4% \| \| Книги та періодичні видання \| 3% \| 3,5% \| \| Промислова хімічна продукція \| 7,5% \| 7,7% \| \| Продукція, пов'язана з транспортними засобами \| 5,7% \| 5,5% \| \| Інше \| 18,3% \| 18,3% \| \| Усього підприємств \| 865 \| 858 \| |         |         |
| Підприємства роздрібної торгівлі міста, за сферою діяльності |         |         |
| Рік | 2002 р. | 2001 р. |
| Продукти харчування | 31,6%   | 32,3%   |
| Одяг та взуття | 21%     | 20,4%   |
| Товари для дому | 12,9%   | 12,4%   |
| Книги та періодичні видання | 3%      | 3,5%    |
| Промислова хімічна продукція | 7,5%    | 7,7%    |
| Продукція, пов'язана з транспортними засобами | 5,7%    | 5,5%    |
| Інше | 18,3%   | 18,3%   |
| Усього підприємств | 865     | 858     |

#### Сфера послуг
| \| Підприємства міста, що працюють у сфері послуг, за діяльністю \| Підприємства міста, що працюють у сфері послуг, за діяльністю \| Підприємства міста, що працюють у сфері послуг, за діяльністю \| \| Рік \| 2002 р. \| 2001 р. \| \| ------------------------------------------------------------- \| ------------------------------------------------------------- \| ------------------------------------------------------------- \| \| Гуртова торгівля \| 10,7% \| 10,5% \| \| Готелі та готельний бізнес \| 17,5% \| 18% \| \| Транспорт та зв'язок \| 34,4% \| 34,8% \| \| Посередницькі фінансові послуги \| 3,5% \| 3,3% \| \| Послуги підприємствам \| 4,4% \| 4% \| \| Послуги фізичним особам \| 21,3% \| 21,5% \| \| Нерухомість та ін. \| 8,2% \| 7,9% \| \| Усього підприємств \| 1.865 \| 1.855 \| |         |         |
| Підприємства міста, що працюють у сфері послуг, за діяльністю |         |         |
| Рік | 2002 р. | 2001 р. |
| Гуртова торгівля | 10,7%   | 10,5%   |
| Готелі та готельний бізнес | 17,5%   | 18%     |
| Транспорт та зв'язок | 34,4%   | 34,8%   |
| Посередницькі фінансові послуги | 3,5%    | 3,3%    |
| Послуги підприємствам | 4,4%    | 4%      |
| Послуги фізичним особам | 21,3%   | 21,5%   |
| Нерухомість та ін. | 8,2%    | 7,9%    |
| Усього підприємств | 1.865   | 1.855   |

## Житловий фонд
У 2001 р. 7,5% усіх родин (домогосподарств) мали житло метражем до 59 м², 60,8% - від 60 до 89 м², 24,2% - від 90 до 119 м² і
7,6% - понад 120 м².

З усіх будівель у 2001 р. 37,1% було одноповерховими, 26,7% - двоповерховими, 10,8
% - триповерховими, 8,6% - чотириповерховими, 11,3% - п'ятиповерховими, 2,6% - шестиповерховими,
1,1% - семиповерховими, 1,7% - з вісьмома та більше поверхами.

## Автопарк
| \| Автомобілі, зареєстровані у місті, за призначенням \| Автомобілі, зареєстровані у місті, за призначенням \| Автомобілі, зареєстровані у місті, за призначенням \| \| Рік \| 2006 р. \| 2005 р. \| \| -------------------------------------------------- \| -------------------------------------------------- \| -------------------------------------------------- \| \| Приватні автомобілі \| 72,5% \| 73,5% \| \| Мотоцикли \| 9,1% \| 8,3% \| \| Вантажівки \| 14,6% \| 14,6% \| \| Трактори \| 0,7% \| 0,7% \| \| Автобуси та ін. \| 3,1% \| 2,9% \| \| Усього автомобілів \| 38.870 шт. \| 37.063 шт. \| |            |            |
| Автомобілі, зареєстровані у місті, за призначенням |            |            |
| Рік | 2006 р.    | 2005 р.    |
| Приватні автомобілі | 72,5%      | 73,5%      |
| Мотоцикли | 9,1%       | 8,3%       |
| Вантажівки | 14,6%      | 14,6%      |
| Трактори | 0,7%       | 0,7%       |
| Автобуси та ін. | 3,1%       | 2,9%       |
| Усього автомобілів | 38.870 шт. | 37.063 шт. |

## Вживання каталанської мови
У 2001 р. каталанську мову у місті розуміли 91,4% усього населення (у 1996 р. - 90,4%), вміли говорити нею 60% (у 1996 р. - 
57,1%), вміли читати 63,7% (у 1996 р. - 57,4%), вміли писати 39,4
% (у 1996 р. - 33,3%). Не розуміли каталанської мови 8,6%.

## Політичні уподобання
У виборах до Парламенту Каталонії у 2006 р. взяло участь 21.814 осіб (у 2003 р. - 25.048 осіб). Голоси за політичні сили розподілилися таким чином:
| \| Вибори до Парламенту Каталонії \| Вибори до Парламенту Каталонії \| Вибори до Парламенту Каталонії \| \| Рік \| 2006 р. \| 2003 р. \| \| -------------------------------------- \| ------------------------------ \| ------------------------------ \| \| Конвергенція та Єднання (CiU) \| 21,6% \| 19,6% \| \| Соціалістична партія Каталонії (PSC) \| 40,9% \| 48% \| \| Народна партія (PP) \| 13,3% \| 13,3% \| \| Ініціатива за Каталонію — Зелені (ICV) \| 9,2% \| 8,3% \| \| Республіканська лівиця Каталонії (ERC) \| 8% \| 8,8% \| \| Громадяни — Громадянська партія (C's) \| 3,9% \| 0% \| \| Інші \| 3,3% \| 1,9% \| |         |         |
| Вибори до Парламенту Каталонії |         |         |
| Рік | 2006 р. | 2003 р. |
| Конвергенція та Єднання (CiU) | 21,6%   | 19,6%   |
| Соціалістична партія Каталонії (PSC) | 40,9%   | 48%     |
| Народна партія (PP) | 13,3%   | 13,3%   |
| Ініціатива за Каталонію — Зелені (ICV) | 9,2%    | 8,3%    |
| Республіканська лівиця Каталонії (ERC) | 8%      | 8,8%    |
| Громадяни — Громадянська партія (C's) | 3,9%    | 0%      |
| Інші | 3,3%    | 1,9%    |

У муніципальних виборах у 2007 р. взяло участь 20.170 осіб (у 2003 р. - 24.621 особа). Голоси за політичні сили розподілилися таким чином:
| \| Муніципальні вибори \| Муніципальні вибори \| Муніципальні вибори \| \| Рік \| 2007 р. \| 2003 р. \| \| -------------------------------------- \| ------------------- \| ------------------- \| \| Конвергенція та Єднання (CiU) \| 16,3% \| 18,8% \| \| Соціалістична партія Каталонії (PSC) \| 45,3% \| 45,7% \| \| Народна партія (PP) \| 12,4% \| 12,3% \| \| Ініціатива за Каталонію — Зелені (ICV) \| 10,2% \| 12,8% \| \| Республіканська лівиця Каталонії (ERC) \| 7,1% \| 9,7% \| \| Громадяни — Громадянська партія (C's) \| 0% \| 0% \| \| Інші \| 8,8% \| 0,7% \| |         |         |
| Муніципальні вибори |         |         |
| Рік | 2007 р. | 2003 р. |
| Конвергенція та Єднання (CiU) | 16,3%   | 18,8%   |
| Соціалістична партія Каталонії (PSC) | 45,3%   | 45,7%   |
| Народна партія (PP) | 12,4%   | 12,3%   |
| Ініціатива за Каталонію — Зелені (ICV) | 10,2%   | 12,8%   |
| Республіканська лівиця Каталонії (ERC) | 7,1%    | 9,7%    |
| Громадяни — Громадянська партія (C's) | 0%      | 0%      |
| Інші | 8,8%    | 0,7%    |